# Cerkev sv. Ahaca, Kališe
Cerkev sv. Ahaca, ki stoli nad vasjo Kališe je bila postavljena v čast priljubljenemu in čaščenemu zavetniku kranjske dežele. Cerkev je bila zgrajena v drugi polovici 15. stoletja, to je v najbolj plodnem obdobju slovenske gotske arhitekture. Cerkev stoji na vzpetini, ki se dviga nad dolino Črne. Njena lega je izrazito dominantna in strateška, saj je vidna daleč naokoli.
Natančna letnica nastanka postavitve cerkve ni znana, prvič pa se omenja 1526. Posvečena je bila 1704. Sedanja cerkev pa je iz leta 1753. Cerkev je skozi stoletja do danes spreminjala svojo podobo. Svoj pečat pa ji je dal Janez Potočnik, ki je 1772 poslikal glavni in oba stranska oltarja. Na severni strani cerkve je lesena prižnica, katere poslikava je bilo prav tako delo J. Potočnika. Leta 1881 je Albin Spruk prižnico obnovil, hkrati pa je bila tudi na novo poslikana.
Zvonik na južni strani cerkve je bil zgrajen 1760, prenovljen pa 1912. Prvotno so bili v zvoniku trije bronasti zvonovi, postavljeni v letih 1750, 1756 in
1845. Med prvo svetovno vojno so bili zvonovi za potrebe vojske, ki ji je primanjkovalo brona, demontirani in odpeljani. Nove so postavili 1924.
Zaradi preglednosti in strateške lege je to mesto verjetno že kdaj prej v zgodovini služilo kot opazovalna točka. Po izročilu pa je cerkev obdajal turški tabor. V času turških napadov so okoliški kmetje zgradili okoli cerkve obzidje. Tako so se lahko pred turškim ropanjem, nasiljem in suženjstvom zatekli v tako imenovane »tabre« - tabore, in se tam branili pred njimi. Obzidje pa so 1760 podrli.